# Wybory parlamentarne na Ukrainie w 2007 roku
Wybory parlamentarne na Ukrainie w 2007 roku – przedterminowe wybory do Rady Najwyższej Ukrainy przeprowadzone 30 września 2007.

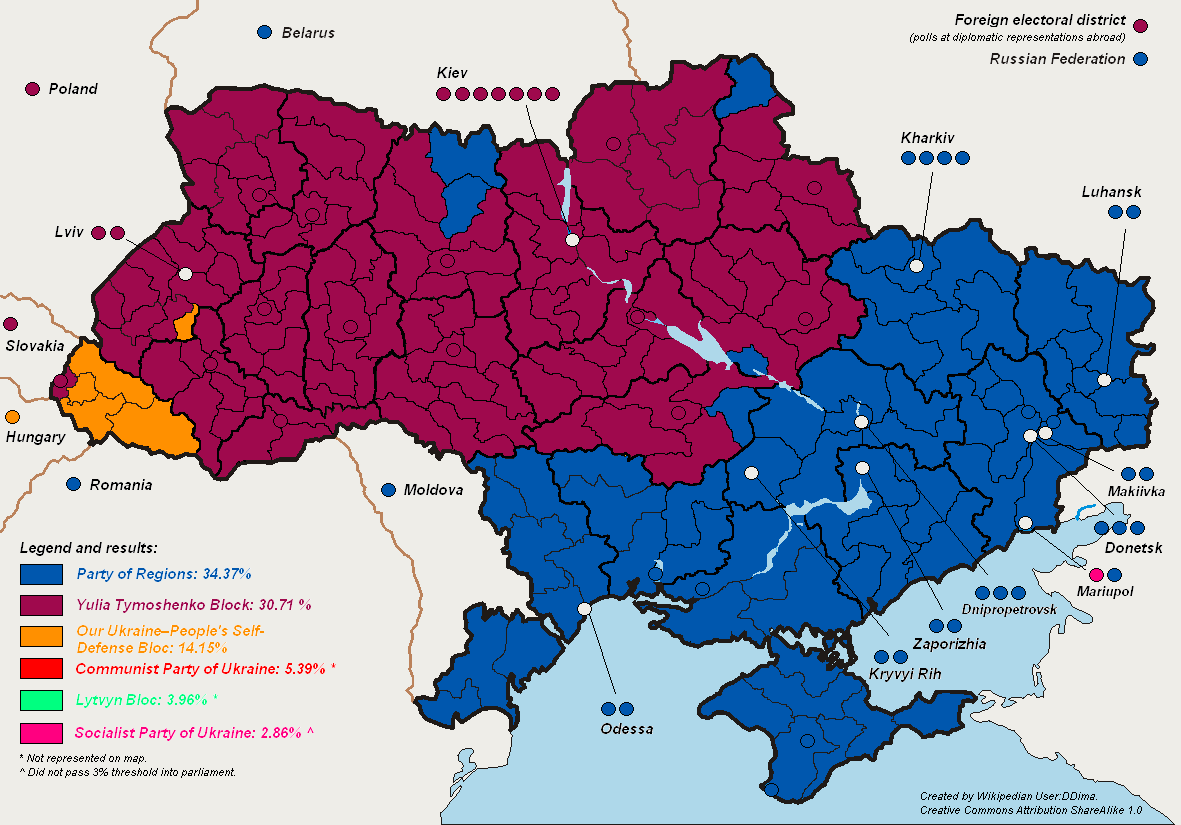
Wybory parlamentarne na Ukrainie 2007 - partie zwycięskie w okręgach

## Przyczyny wyborów
Wybory zapowiedziane zostały po tym, jak 2 kwietnia 2007 prezydent Wiktor Juszczenko dekretem rozwiązał ukraiński parlament. Decyzję tę motywował łamaniem konstytucji przez rządzącą Partię Regionów poprzez opóźnianie składania mandatów deputowanych przez posłów powołanych na funkcje rządowe (przy istniejącym zakazie łączenia tych stanowisk) oraz przyjęcie do koalicji rządowej kilku byłych parlamentarzystów Bloków Julii Tymoszenko i Nasza Ukraina (przy obowiązku opierania większości na frakcjach parlamentarnych). Doprowadziło to do protestów społecznych i kryzysu politycznego. Pierwotna data zwołanych wyborów została ustalona na 27 maja 2007.
Ostatecznie 27 maja nad ranem Wiktor Juszczenko ogłosił, że po ośmiogodzinnych negocjacjach z udziałem m.in. Wiktora Janukowycza, Wiaczesława Kyryłenki, Ołeksandra Moroza i Julii Tymoszenko udało się wypracować kompromis, wyznaczając termin wyborów na 30 września 2007.
Formalne porozumienie nie zakończyło jednocześnie próby reaktywowania parlamentu przez rządzącą większość, którą połączono z próbami przeciągnięcia na swoją stronę kolejnych posłów opozycji dla uzyskania 300-mandatowej większości konstytucyjnej. Większość taka umożliwiałaby przynajmniej ograniczenie władzy prezydenta. Zabiegi te ostatecznie uniemożliwiła decyzja ponad 160 deputowanych, którzy złożyli swoje mandaty. Jednocześnie oba Bloki na partyjnych zjazdach anulowały swoje listy kandydatów z wyborów parlamentarnych w 2006, uniemożliwiając ewentualne uzupełnienie składu Rady Najwyższej.

## Ordynacja wyborcza
W 2007 obowiązywały identyczne zasady, jak w wyborach w 2006, w których zrezygnowano z wyboru połowy posłów w okręgach jednomandatowych. Cała Ukraina stanowi jeden okręg wyborczy. Listę wyborczą, liczącą do 450 osób, mogą wystawiać wyłącznie zarejestrowane partie polityczne lub bloki wyborcze będące koalicją takich partii. Mandaty dzielone są proporcjonalnie pomiędzy te ugrupowania, które przekroczą wynoszący 3% próg wyborczy. Do parlamentu wchodzą kolejne osoby z listy. Ewentualne objęcie po wyborach jakiejkolwiek funkcji w administracji rządowej, samorządowej czy prezydenckiej wiąże się z koniecznością złożenia mandatu.

## Partie i bloki biorące udział w wyborach

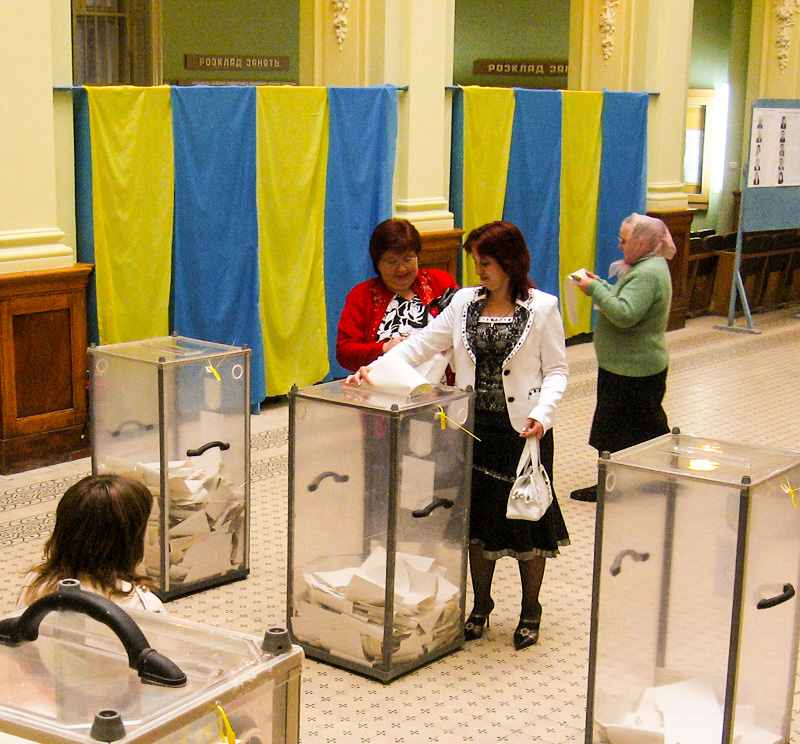
2007-09-30

### Partia Regionów
Partia Regionów (ukr. Партія регіонів), ugrupowanie kierowane przez Wiktora Janukowycza, w 2006 uzyskało największą liczbę miejsc w Radzie Najwyższej (186) i stało się główną siłą koalicji rządowej. Największe poparcie uzyskuje na wschodzie kraju, zwłaszcza w obwodzie donieckim. Do liderów należą także najbogatszy Ukrainiec i przywódca klanu donieckiego Rinat Achmetow, wicepremierzy Mykoła Azarow i Dmytro Tabacznyk. Regionaliści udostępnili miejsca na liście przedstawicielom m.in. Partii Przemysłowców i Przedsiębiorców Ukrainy (ukr. Партія промисловців і підприємців України) z ministrem gospodarki i byłym premierem Anatolijem Kinachem i Partii Wicze (ukr. Віче) wiceminister sprawiedliwości Inny Bohosłowskiej (formacja ta w 2006 otrzymała 1,74% głosów).

### Blok prezydencki
Nasza Ukraina-Ludowa Samoobrona (ukr. Наша Україна-Народна Самооборона) stanowi ugrupowanie lojalne wobec prezydenta Wiktora Juszczenki. Koalicja została powołana 5 lipca 2007, w sierpniu ostateczną umowę podpisały:
- Ludowy Związek „Nasza Ukraina” (ukr. Народний Союз „Наша Україна”), lider: były wicepremier Wiaczesław Kyryłenko
- Naprzód, Ukraino! (ukr. Вперед, Україно!), lider: były socjalista i minister spraw wewnętrznych Jurij Łucenko (partia faktycznie posłużyła do wpisania na listę wyborczą bloku kandydatów „Ludowej Samoobrony”)
- Ludowy Ruch Ukrainy (ukr. Народний Рух України), lider: były minister spraw zagranicznych Borys Tarasiuk
- Ukraińska Partia Ludowa (ukr. Українська Народна Партія), lider: były minister ochrony środowiska Jurij Kostenko
- Związek Chrześcijańsko-Demokratyczny (ukr. Християнсько-Демократичний Союз), lider: deputowany Wołodymyr Stretowycz
- Ukraińska Partia Republikańska „Zjednoczenie” (ukr. Українська Республіканська Партія „Собор”), lider: były premier Republiki Autonomicznej Krymu Anatolij Matwijenko
- Partia Obrońców Ojczyzny (ukr. Партія захисників Вітчизни), lider: były deputowany Jurij Karmazin
- Europejska Partia Ukrainy (ukr. Європейська партія України), lider: deputowany Mykoła Katerynczuk
- Pora (ukr. ПОРА), lider: doradca prezydenta Władysław Kaskiw[3].

Listę wyborczą otwierali Jurij Łucenko i Wiaczesław Kyryłenko. Na wysokich miejscach znaleźli się też m.in. minister spraw zagranicznych Arsenij Jaceniuk, minister obrony narodowej Anatolij Hrycenko, byli ministrowie Jurij Pawlenko, Dawid Żwania i Oksana Biłozir, wokalista grupy Okean Elzy Światosław Wakarczuk, były mer Kijowa Ołeksandr Omelczenko, przewodniczący banku centralnego Wołodymyr Stelmach, popularna telewizyjna prezenterka Olha Herasymjuk oraz były przewodniczący Rady Najwyższej Iwan Pluszcz.

### Lista Julii Tymoszenko
Blok Julii Tymoszenko (ukr. Блок Юлії Тимошенко) tworzą:
- Wszechukraińska Koalicja „Batkiwszczyna” (ukr. Всеукраїнське об'єднання „Батьківщина”), lider: Julia Tymoszenko
- Reformy i Porządek (ukr. Реформи і порядок), lider: były wicepremier i minister finansów Wiktor Pynzenyk
- Ukraińska Partia Socjaldemokratyczna (ukr. Українська Соціал-Демократична Партія), lider: deputowany Jewhen Kornijczuk (zięć przewodniczącego Sądu Najwyższego Wasyla Onopenki).

Wśród kandydatów tzw. „mandatowej części listy” znaleźli się głównie dotychczasowi deputowani, m.in. były wicepremier Mykoła Tomenko, niedawny socjalista Josyp Winski, były szef Służby Bezpieczeństwa Ukrainy Ołeksandr Turczynow, były minister gospodarki Serhij Teriochin, grupa posłów-oligarchów, którzy do czasu pomarańczowej rewolucji wspierali Leonida Kuczmę (tj. Kostjantyn Żewaho (znajdujący się w pierwszej dziesiątce w rankingu najbogatszych Ukraińców), Tariel Wasadze (prezes konsorcjum UkrAvto), Bohdan Hubski (partner biznesowy Wiktora Medwedczuka nazywany kasjerem kuczmowskim) i inni).

### Średnie ugrupowania
- Socjalistyczna Partia Ukrainy (ukr. Соціалістична Партія України), lider: przewodniczący Rady Najwyższej Ołeksandr Moroz – postkomunistyczna partia lewicowa, do połowy 2006 pozostawała w ścisłym porozumieniu z innymi „pomarańczowymi” ugrupowaniami. Później w koalicji z Partią Regionów.
- Komunistyczna Partia Ukrainy (ukr. Комуністична Партія України), lider: Petro Symonenko – ugrupowanie koalicji rządowej otwarcie odwołujące się do ideologii komunistycznej.
- Postępowa Partia Socjalistyczna Ukrainy (ukr. Прогресивна соціалістична партія України), lider Natalija Witrenko – populistyczne prorosyjskie stronnictwo. W 2006 blokowi tworzonemu w oparciu o tę formację zabrakło zaledwie 18 tys. głosów do przekroczenia wyborczego progu.
- Blok Łytwyna (ukr. Блок Литвина), lider: były przewodniczący Rady Najwyższej Wołodymyr Łytwyn – koalicję tworzą Partia Ludowa (ukr. Народна Партія) i Partia Pracy Ukrainy (ukr. Трудова партія України) Mychajło Syroty.

### Pozostałe
- Regionalny Aktyw Ukrainy (ukr. Виборчий блок Людмили Супрун – Український Регіональний Актив), lider: Ludmiła Suprun – dawna partia władzy
- Wszechukraińskie Zjednoczenie „Wolność” (ukr. Всеукраїнське об’єднання „Свобода”), lider Ołeh Tjahnybok – skrajna prawica.
- Blok Wierki Serdiuczki – zawiązana przez kilka kanapowych partii z inicjatywy aktora Andrija Danyłko, nie została zgłoszona do komisji wyborczej.
- Partia Wolnych Demokratów (ukr. Партія Вільних Демократів), lider: Mychajło Brodskyj – dawni sojusznicy Julii Tymoszenko, na liście znalazł się m.in. major Mykoła Melnyczenko, ochroniarz, który opublikował materiały związane ze śmiercią Georgija Gongadze.

## Oficjalne wyniki
|  | Partia                                  | Głosy     | Procent | Mandaty (zmiana) | Mandaty (zmiana) | % mandatów | lider                               |
|  | --------------------------------------- | --------- | ------- | ---------------- | ---------------- | ---------- | ----------------------------------- |
|  | Partia Regionów                         | 8 013 918 | 34,37%  | 175              | -11              | 38,9%      | Wiktor Janukowycz                   |
|  | Blok Julii Tymoszenko                   | 7 162 174 | 30,71%  | 156              | +27              | 34,66%     | Julia Tymoszenko                    |
|  | Nasza Ukraina-Ludowa Samoobrona         | 3 301 012 | 14,15%  | 72               | -9               | 16,00%     | Wiaczesław Kyryłenko, Jurij Łucenko |
|  | Komunistyczna Partia Ukrainy            | 1 257 397 | 5,39%   | 27               | +6               | 6,00%      | Petro Symonenko                     |
|  | Ludowy Blok Łytwyna                     | 924 568   | 3,96%   | 20               | +20              | 4,44%      | Wołodymyr Łytwyn                    |
|  | Socjalistyczna Partia Ukrainy           | 668 185   | 2,86%   | 0                | -33              | 0          | Ołeksandr Moroz                     |
|  | Postępowa Partia Socjalistyczna Ukrainy | 309 119   | 1,32%   | 0                | -                | 0          | Natalija Witrenko                   |
|  | Ogólnoukraińskie Zjednoczenie „Swoboda” | 178 660   | 0,76%   | 0                | -                | 0          | Ołeh Tiahnybok                      |
|  | Partia Zielonych Ukrainy                | 94 505    | 0,40%   | 0                | -                | 0          | Wołodymyr Kosterin                  |

### Wyniki w regionach

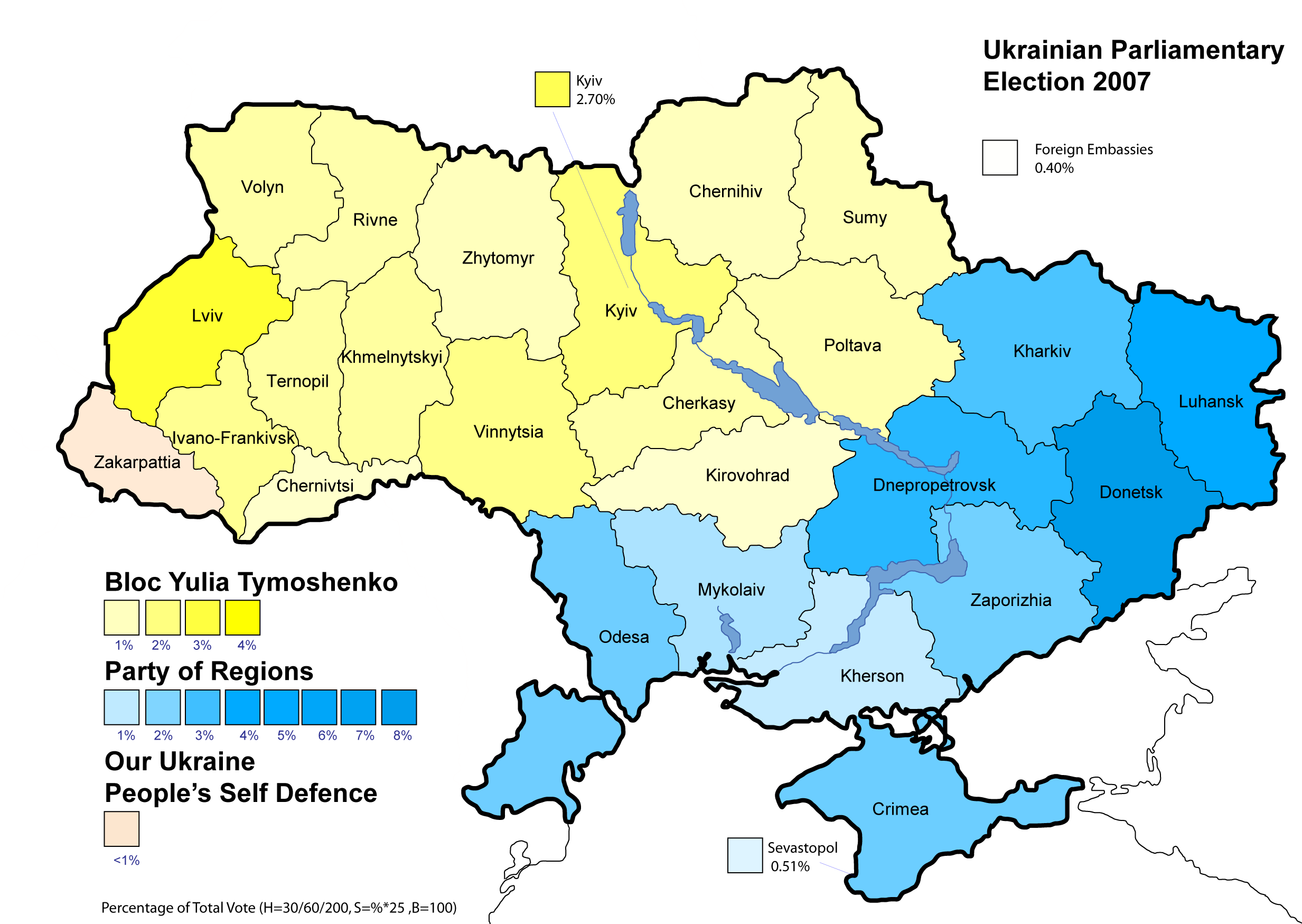
Najwyższe wyniki w regionach (procenty głosów ogólnokrajowych)

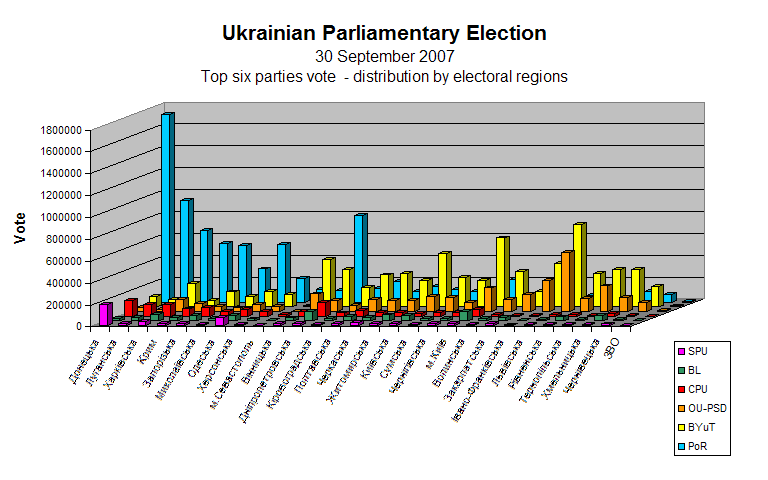
Wyniki według okręgów wyborczych (Procent głosów ogólnokrajowych)

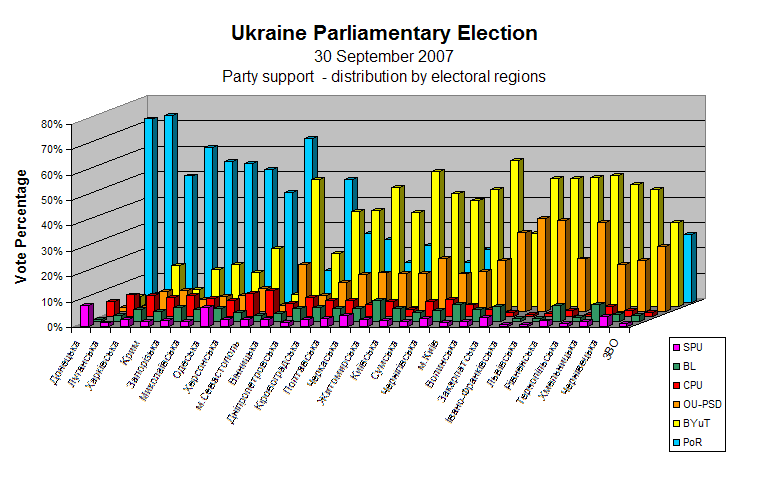
Głosy na poszczególne partie (procenty według okręgów wyborczych)

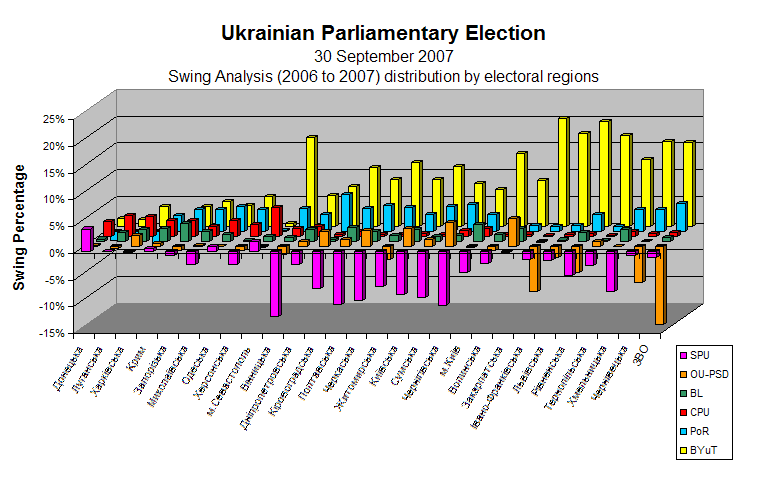
Zmiana głosów 2006 do 2007 (procenty według okręgów wyborczych)

| Partia Regionów (34,37%)             | Blok Julii Tymoszenko (30,71% | Nasza Ukraina-Ludowa Samoobrona (14,15%) |
| Komunistyczna Partia Ukrainy (5,39%) | Ludowy Blok Łytwyna (3,96%)   | Socjalistyczna Partia Ukrainy (2,86%)    |

| Region                       | Liczba głosów | % głosów | PR   | BJuT | NU-LS | KPU  | LBŁ | SPU |
| Ukraina                      | 37 185 882    | 62,70    | 34,4 | 30,7 | 14,2  | 5,4  | 4,0 | 2,9 |
| Wschód                       |               | 63,8     | 66,5 | 7,5  | 3,4   | 7,3  | 2,2 | 4,9 |
| ---------------------------- | ------------- | -------- | ---- | ---- | ----- | ---- | --- | --- |
| obwód doniecki               | 3 620 888     | 66,0     | 76,0 | 4,5  | 2,0   | 6,8  | 1,0 | 1,3 |
| obwód ługański               | 1 898 637     | 66,3     | 73,5 | 5,1  | 1,7   | 8,5  | 2,4 | 1,3 |
| obwód charkowski             | 2 282 993     | 58,3     | 49,6 | 16,4 | 8,1   | 8,3  | 4,6 | 2,6 |
| Południe                     |               | 57,0     | 54,6 | 13,6 | 6,5   | 7,7  | 4,6 | 3,4 |
| Autonomiczna Republika Krymu | 1 568 070     | 55,8     | 61,0 | 6,9  | 8,2   | 7,6  | 3,9 | 1,9 |
| obwód zaporoski              | 1 515 832     | 61,4     | 55,5 | 14,7 | 4,7   | 8,3  | 5,5 | 2,3 |
| obwód mikołajowski           | 971 038       | 57,6     | 54,4 | 16,6 | 5,8   | 7,2  | 4,5 | 1,9 |
| obwód odeski                 | 1 851 868     | 54,5     | 52,2 | 13,7 | 6,5   | 6,2  | 5,1 | 7,2 |
| obwód chersoński             | 893 442       | 55,5     | 43,2 | 23,1 | 9,1   | 9,1  | 3,7 | 2,5 |
| Sewastopol                   | 308 928       | 59,7     | 64,5 | 5,0  | 2,3   | 10,3 | 2,5 | 2,7 |
| Centrum                      |               | 60,5     | 30,6 | 34,8 | 11,8  | 6,4  | 4,7 | 2,4 |
| obwód winnicki               | 1 342 608     | 64,5     | 12,6 | 50,0 | 18,6  | 5,0  | 3,1 | 2,5 |
| obwód dniepropietrowski      | 2 810 168     | 58,9     | 48,7 | 20,8 | 6,2   | 7,6  | 5,0 | 1,3 |
| obwód kirowohradzki          | 614 832       | 57,9     | 27,0 | 37,6 | 11,7  | 6,4  | 5,5 | 2,8 |
| obwód połtawski              | 1250 952      | 61,9     | 24,8 | 37,9 | 14,5  | 6,5  | 4,9 | 3,0 |
| obwód czerkaski              | 1 095 058     | 60,1     | 15,5 | 47,0 | 15,3  | 4,9  | 4,9 | 4,3 |
| Północ                       |               | 62,5     | 16,7 | 45,5 | 16,1  | 4,9  | 5,7 | 2,1 |
| obwód żytomierski            | 1 044 852     | 62,5     | 22,4 | 37,0 | 15,1  | 5,8  | 8,3 | 2,5 |
| obwód kijowski               | 1 679 197     | 61,9     | 13,0 | 53,4 | 15,1  | 3,0  | 5,1 | 2,2 |
| obwód sumski                 | 990 575       | 62,0     | 15,7 | 44,5 | 20,8  | 5,8  | 3,3 | 2,0 |
| obwód czernihowski           | 939 072       | 61,8     | 20,7 | 41,9 | 14,9  | 6,7  | 4,2 | 2,9 |
| Kijów                        | 2 151 576     | 63,5     | 15,0 | 46,2 | 15,8  | 4,6  | 6,6 | 1,6 |
| Zachód                       |               | 68,4     | 8,3  | 48,9 | 29,1  | 1,8  | 3,2 | 1,6 |
| obwód wołyński               | 801 557       | 71,0     | 6,7  | 57,6 | 20,0  | 2,7  | 4,6 | 1,9 |
| obwód zakarpacki             | 946 525       | 52,1     | 19,8 | 28,9 | 31,1  | 1,8  | 6,0 | 3,5 |
| obwód iwanofrankowski        | 1 080 296     | 72,6     | 3,0  | 50,7 | 36,8  | 0,8  | 1,0 | 0,8 |
| obwód lwowski                | 2 002 372     | 73,9     | 4,2  | 50,4 | 36,0  | 1,0  | 1,1 | 0,6 |
| obwód rówieński              | 865 092       | 68,7     | 10,4 | 51,0 | 20,8  | 2,4  | 6,1 | 2,1 |
| obwód tarnopolski            | 870 214       | 76,5     | 3,0  | 51,6 | 35,2  | 0,7  | 1,6 | 1,1 |
| obwód chmielnicki            | 1 083 968     | 66,3     | 14,1 | 48,2 | 18,4  | 4,0  | 6,6 | 1,7 |
| obwód czerniowiecki          | 705 272       | 58,2     | 16,8 | 46,2 | 20,3  | 2,3  | 2,5 | 3,8 |
| Ambasady                     | 431 142       | 6,0      | 26,5 | 33,1 | 25,5  | 1,6  | 2,3 | 1,2 |

### Sytuacja po wyborach
Liderka BJuT i była premier Julia Tymoszenko zadeklarowała chęć utworzenia „koalicji pomarańczowej” z udziałem BJuT i koalicji NU-LS (i prawdopodobnie Bloku Łytwina). Jedynym kandydatem na premiera wydaje się być Julia Tymoszenko. W połowie października BJuT i NU-LS podpisały porozumienie koalicyjne, na podstawie jej premierem ma zostać Julia Tymoszenko, a przedstawiciel NU-LS Arsenij Jaceniuk ma objąć funkcję marszałka Najwyższej Rady Ukrainy. Resorty gospodarze obejmą ludzie Tymoszenko, natomiast MSZ, MON i MSW osoby nominowane przez NU-LS. W piątek 23 listopada zebrał się wreszcie parlament, ale ogłoszono przerwę w obradach do czwartku 29 listopada związku z brakiem ostatecznego kompromisu koalicyjnego 4 grudnia parlament głosami „pomarańczowych” wybrał Jaceniuka na marszałka Rady Najwyższej. 6 grudnia prezydent Wiktor Juszczenko przedłożył parlamentowi kandydaturę Tymoszenko na stanowisko premiera. Tymoszenko została oficjalnie premierem 18 grudnia. Poparło ją 226 deputowanych.